# Банни Лейк исчезает
«Ба́нни Лейк исчезает» (англ. Bunny Lake Is Missing; также «Исчезнувшая Ба́нни Лейк» и «Пропала Ба́нни Лейк») — экранизация одноимённого детективного романа Эвелин Пайпер, осуществлённая постановщиком Отто Премингером в 1965 году. Главные роли исполнили звёзды британского киноэкрана Кэрол Линли, Кир Дулли и Лоренс Оливье.
Съёмки очередного детектива Премингера сопровождались скандалами и ссорами, Оливье крайне неодобрительно отзывался как о своей роли, так и режиссёре, назвав его «деспотическим эгоистом» и «настоящим задирой». Напряжённая обстановка на съёмочной площадке и желание Премингера изменить ключевые сюжетные ходы романа привело к отрицательному восприятию фильма критиками и зрителями, сравнивавших «Банни» с хичкоковским «Психо» не в пользу первого. Премингер признавал свою творческую неудачу и до конца жизни считал фильм худшим в своей карьере. Со времени, прошедшего после кончины режиссёра, у картины появились поклонники, восхвалявшие достоинства картины, а сама она стала культовой.
Две номинации на премию Британской киноакадемии: за операторскую работу и декорации. Номинация на премию Эдгара Аллана По как лучшему детективному фильму года.

## Сюжет
Лондон, 1960-е годы. Мать-одиночка Энн Лейк (Кэрол Линли) переезжает из Нью-Йорка в столицу Великобритании, прихватив с собой четырёхлетнюю дочку Банни. С отцом девочки, своим бывшим одноклассником, Энн давно не поддерживает контактов и живёт в одной квартире с братом-журналистом Стивеном (Кир Дулли).
Энн обустраивается в новой съёмной квартире, знакомится с её владельцем, эксцентричным актёром Горацио (Ноэл Кауард), и отводит Банни в детский сад Little People’s Garden. После обеда она отправляется забрать её, но девочка не появляется. Энн расспрашивает воспитателей, обыскивает каждый уголок здания — безрезультатно, никто из персонала не помнит никакую Банни Лейк. Вместе с появившимся братом Энн вызывает полицию, и прибывший суперинтендант Ньюхаус (Лоренс Оливье) начинает расследование.
По мере продвижения расследования Ньюхаус начинает сомневаться, что девочка вообще существует: её не помнит никто, кроме Энн и Стивена, у матери не оказывается ни одной фотографии с ней. Подозрения Ньюхауса укрепляет то, что в детстве у Энн была воображаемая подруга по имени Банни. В свою очередь из разговоров выясняется, что Энн и Стивен очень близки, потому что только Стивен поддерживал её, когда она забеременела.
Энн обнаруживает, что у неё осталась бирка от сломавшейся куклы Банни, которую она отнесла в мастерскую. Она мчится туда посреди ночи и забирает игрушку. В мастерской неожиданно появляется Стивен. Он избивает сестру до потери сознания и сжигает куклу. В госпитале Энн помещают под наблюдение, но ей удаётся сбежать.
Она находит Стивена, готовящегося сжечь вещи Банни, в психопатическом бреду. Он объясняет сестре, что собирается убить девочку из-за того, что та «всегда стояла между ними». Дабы отвлечь Стивена от его замысла, Энн предлагает поиграть в их любимые детские игры. Полиция во главе с Ньюхаусом прибывает вовремя.
Обезумевший Стивен арестован, Банни спасена.

## В ролях
- Кэрол Линли — Энн Лейк
- Кир Дулли — Стивен Лейк
- Лоренс Оливье — суперинтендант Ньюхаус
- Ноэл Кауард — Горацио Уилсон
- Мартита Хант — Ада Форд
- Клайв Ревилл — сержант Эндрюс
- Анна Мэсси — Эльвира Смоллетт

## Создание
Сценарий фильма был написан супружеской парой Мортимеров: Джоном и Пенелопой. Премингер с давних пор хотел поставить фильм по роману Пайпер, но не встречал одобрения у продюсеров крупных компаний, так как решил изменить ключевые сюжетные ходы, перенести место действия романа из Нью-Йорка в Лондон: «Я не пытался воспроизвести лондонскую атмосферу. … два американца изолированы. Нет ни друзей, ни знакомых из прошлого, что было лучше для угла саспенса» — говорил он. В качестве мастерской для кукол был использован музей кукол Барри Элдлера в Хаммерсмите, в качестве детского сада — школа Литл-Пиплз-Гарден в Хампстеде, а дом на Фрогмор-Энд в реальности является домом актёра Джеральда дю Морье, отца писательницы Дафны Дюморье.
Премингер всегда был известен в кинематографических кругах как человек с тяжёлым характером и съёмочная площадка «Банни» исключением не была. Исполнитель одной из главных ролей Лоренс Оливье, согласившийся сыграть непривычную для себя роль полицейского инспектора только из-за денег, позже отзывался о режиссёре как о «настоящем задире, который никогда не мог отвязаться … деспотичном эгоисте, которого мы с Ноэлом Кауардом не очень-то и жаловали». Оливье также не нравилось то, что Премингер снимает его совершенно без грима. Биограф Оливье Энтони Холден писал:
Один из юных членов съёмочной группы с благодарностью вспоминал Оливье, который, хоть и страдал во время съёмок от подагры, вмешался как-то, [сказав Премингеру]: „Хотелось бы, старик, чтобы ты не кричал на детей“.
Ноэл Кауард свою роль серьёзно также не воспринимал. Родди Макдауэллу он рассказывал, будучи в реальной жизни гомосексуалом:

«Я играю престарелого пьяного квира-мазохиста, и я совершенно не в настроении выслушивать остроты о том, что мне дали подходящую роль».
Оригинальный текст (англ.)I play an elderly, drunk, queer masochist, and I am in no mood for any wisecracks about typecasting so there.

Продюсеры настаивали на том, чтобы роль Энн сыграла набиравшая тогда карьерные обороты Джейн Фонда, которая сама очень хотела попробовать себя в этом образе. Премингер предпочел менее известную модель Кэрол Линли.
С фильмом неразрывно связана рок-группа The Zombies: в титрах её членов указывают как исполнителей ролей, а три их песни — Nothing’s Changed, Remember You и Just Out of Reach — слышны на заднем плане.

## Анализ
Невзирая на интригующий синопсис и рекламную кампанию, фильм провалился в прокате и был отрицательно воспринят кинопрессой того времени. Критики отмечали, что Премингер впустую тратит таланты Оливье и Кауарда, отдавая самую большую часть экранного времени молодёжи — Линли и Дулли. Ныне картина считается культовой, в особенности славятся вступительные титры Сола Басса и необычная операторская работа Дениса Купа.
Фильм начинается худшим кошмаром, который только может вообразить себе любой родитель — пропажей ребёнка. Постепенно сюжетная линия превращается в психологическое минное поле, иллюзии и реальность в котором перемешаны. Как и «Фотоувеличение» Антониони, вышедшее годом спустя, основное событие, приводящее в движение весь нарратив, существует только в голове протагониста.
Энциклопедия Allmovie отмечает выбор Линли на роль измученной молодой блондинки как явную дань Хичкоку. Однако, в отличие от именитого мастера саспенса, предпочитавшего создавать свои фильмы, привлекая внимание зрителей к физическим объектам, Премингер затягивает любую возможную сцену: каждый кадр кажется слишком долгим, каждое молчание — слишком продолжительным, а каждый персонаж злоупотребляет своей возможностью разговаривать.

## Награды
- 1966 — номинация на премию Эдгара Аллана По как лучшему детективному фильму года.
- 1967 — две номинации на премию Британской киноакадемии: лучшая операторская работа (Денис Н. Куп), лучшая работа художника-постановщика (Дональд М. Эштон).